# История ФК «Астон Вилла»
В данной статье описана история профессионального футбольного клуба «Астон Вилла» из Бирмингема, Англия.

## Основание клуба и первые сезоны в футбольной лиге и Кубке Англии (1874—1893)
Клуб был основан в марте 1874 года игроками в крикет для того, чтобы зимой поддерживать спортивную форму. К концу 70-х годов «Астон Вилла» стала одной из сильнейших команд в Мидленде. В 1880 году был выигран кубок Бирмингема — первый трофей в истории клуба, в том же сезоне команда начала выступления в Кубке Англии, где дошла до третьего раунда. Также в 1879 году был сыгран первый матч со своим историческим соперником «Бирмингемом», называвшемся тогда «Смолл Хилл». Матч закончился победой «Смолл Хилл» 1:0. Это событие положило начало дерби второго города.
В 1878 году в сборную Англии впервые был вызван игрок «Астон Виллы» Артур Браун.
В первой половине 80-х годов «Астон Вилла» продолжала оставаться сильнейшей командой Мидленда, выиграв Кубок Бирмингема 5 раз в 6 розыгрышах, однако в Англии дела шли не так хорошо, лучшим результатом в Кубке была стадия четвертьфинала. Первый большой успех пришёл к клубу в 1887 году, когда впервые был выигран Кубок Англии. Тогда в команде играли известные игроки своего времени, такие как Арчи Хантер и Артур Браун, а «Астон Вилла» завоёвывала себе репутацию одного из лучших клубов страны.
В 1888 году по инициативе менеджера «Астон Виллы» Уильяма Макгрегора была основана первая Футбольная лига в мире. Макгрегор обратился с предложением к 11 ведущим клубам страны. Так из 12 клубов образовалось лига, и «Астон Вилла» стала инициатором её основания. В первом сезоне команда заняла 2-е место. Однако, затем последовал спад, «Астон Вилла» заняла в двух следующих сезонах 8-е и 9-е место соответственно. Затем дела пошли чуть лучше, и в 1892 году клуб добрался до финала Кубка Англии, где со счётом 3:0 проиграл «Вест Бромвичу». Однако, вплоть до 1893 года «Астон Вилла» оставалась середняком чемпионата.

## Золотая эпоха (1893—1900)
В 1894 году «Астон Вилла» первый раз в своей истории становится чемпионом Англии. Однако, это было только начало безоговорочного доминирования клуба в стране. За 7 сезонов «Астон Вилла» выиграла чемпионат 5 раз (1894, 1896, 1897, 1899, 1900) и 2 раза Кубок Англии (1895 и 1897). Также была выиграна бронза в 1895 году. Только в 1898 году клуб остался без трофеев.
В 1897 году команда переехала на стадион «Вилла Парк», на котором играет и по сей день.
В 1897 году был сделан золотой дубль, то есть победа в Кубке Англии (в финале был обыгран «Эвертон» со счётом 3:2) и чемпионате. В 1898 году, расслабившись после дубля, команда заняла 6-е место — единственное не призовое за эти годы. Кстати, золотой дубль никто не мог повторить до 1961 года. В следующие два сезона «Астон Вилла» становилась чемпионом.
К началу XX века клуб подошёл самым титулованным в стране. В этот период были выиграны все матчи против «Бирмингема». Многие футболисты тогдашней «Астон Виллы» были основными игроками сборной Англии: защитники Ховард Спенсер, который был капитаном сборной Англии и «Астон Виллы», и пришедший из «Бернли» Джимми Кабтри, нападающие Джон Дэви (6-кратный лучший бомбардир клуба по итогам сезона), Фред Уэлдон (лучший бомбардир чемпионата Англии сезона 1894/95), Билии Гаррати (лучший бомбардир чемпионата Англии сезона 1899/00), Джо Бэч (185 мячей за Виллу) и Джон Кэмпбэлл (лучший бомбардир чемпионата Англии сезона 1895/96). До сих пор этот период остается лучшим в истории клуба. С началом нового века гегемонии в Англии придёт конец. Наступит время других клубов, таких как «Ньюкасл», «Ливерпуль», «Сандерленд», «Блэкберн».

## Взлёты и падения начала XX века (1900—1915)
После чемпионства 1900 года начался сильнейший спад клуб занял 15 место в 1901 году. Затем 8. Несмотря на то, что в 1905 году был выигран Кубок Англии, где в финале был обыгран «Ньюкасл» вплоть до 1910 года команда была середняком чемпионата. В сезоне 1909/10 года «Астон Вилла» достаточно неожиданно становится чемпионом Англии. Начинается новый подъём который продлится до первой мировой.
С 1910 по 1914 «Астон Вилла» 1 раз была чемпионом, 3 раза серебряным призёром и 1 раз в 1913 году выиграла Кубок Англии. Эти успехи стали возможны благодаря все ещё хорошо играющих Джо Бэч и Билли Гаррати, а также молодых игроков как Гарри Хэмптон (игрок сборной Англии, лучший бомбардир чемпионата Англии в сезоне 1911/12, 242 мяча за «Астон Виллу») и Клем Стефенсон, который славился своими точными пассами. Большое значение сыграл и купленный из «Ливерпуля» вратарь Сэм Харди, который был одним из лучших вратарей своего времени и сыграл 20 матчей за сборную Англии.

## Период между войнами (1919—1939)
Сразу же после Первой мировой войны, в сезоне 1919/1920 года, «Астон Вилла» выиграла Кубок Англии, который и останется единственным за весь этот период. 20-е годы прошли без успехов, а команда стабильно занимала места в середине таблицы. В 1924 году «Астон Вилла» дошла до финала кубка Англии, но выиграть трофей не смогла. Однако в те, не очень успешные годы за клуб играл Билли Уоккер, один из лучших игроков своего времени не только «Астон Виллы», но и сборной Англии. Был капитаном как в клубе так и в сборной. Забил за клуб 244 мяча, что до сих пор является рекордом «Астон Виллы».
В конце 20-х — начале 30-х годов результаты клуба улучшаются. «Астон Вилла» занимает 3-е место в 1929 году и 2-е в 1931 и 1933 годах. В те годы у «Астон Виллы» была возможно лучшая атака в стране, так как в сезоне 1930/1931 было забито 128 мячей, что до сих пор остается рекордом, а нападающий Том Уоринг в том же сезоне стал лучшим бомбардиром, забив 50 мячей. В те годы в «Астон Вилле» играл нападающий Эрик Хутон, будущий тренер «Астон Виллы», игрок сборной Англии, который славился своим сильным ударом. Однако и в 1931, и в 1933 году команда уступила в чемпионской гонке «Арсеналу».
В конце 30-х годов начался серьёзный спад, результатом которого стал первый в истории вылет во второй дивизион в 1936 году. Но уже в 1938 году «Астон Вилла» вернулась. В первом сезоне в высшем дивизионе заняла 12 место. Затем из-за Второй мировой войны футбольная лига перестала действовать. В военный период «Астон Виллой» был выигран северный военный кубок Англии в 1944 году. В финале был обыгран «Блэкпул».

## Послевоенная перестройка, Джо Мерсер и упадок (1947—1967)
В результате войны многие игроки завершили свои карьеры. Перед новым тренером «Астон Виллы» Алексом Мэсси стояла задача восстановления и перестройки клуба. И он сразу же начал строить команду, были сделаны некоторые важные трансферы, такие как покупка в 1947 году 23-летнего валлийского нападающего Тревор Форда из «Суонси», которой в трёх сезонах подряд будет становиться лучшим бомбардиром клуба. Также был приобретен североирландец Дэнни Бланчфлауэр, который в будущем станет известным капитаном «Тоттенхэма», чемпионом Англии, а также дважды лучшим футболистом года в Англии по версии журналистов. Благодаря действиям Мэсси команда выступала в целом стабильно и занимала 6-12 место, но за трофеи бороться не могла. Закончив сезон 1952/1953 на 11 месте, Мэсси был отправлен в отставку.
На пост главного тренера пришёл бывший футболист клуба Эрик Хутон. После его прихода результаты в чемпионате страны не менялись, команда продолжала занимать места в середине таблицы, в 1955/1956 чуть не вылетев. Однако в 1957 году под руководством Эрика Хутона впервые за 37 лет был выигран трофей. В финале кубка Англии «Астон Вилла» со счётом 2:1 обыграла чемпиона, «Манчестер Юнайтед». Оба мяча за «Астон Виллу» забил Питер Макпарланд. Этот кубок Англии до сих пор остается для команды последним.
Однако в чемпионате дела пошли только хуже, и в 1958 году Хутон был уволен. В 1959 году «Астон Вилла» опять оказалась во втором дивизионе, но в следующем же сезоне вернулась. В том году главным тренером стал Джо Мерсер, который позже прославится как тренер с «Манчестер Сити». Он стал делать ставку на молодых игроков команды, которые преимущественно были воспитанниками клуба. Это Чарли Айткин, Джон Слюуэнхоэк, Фил Вусном, Бобби Томпсон, Лью Чаттерли, Джон Нил и другие. Многие из них были игроками молодёжной сборной. Эти игроки вошли в историю как «подростки Мерсера (Mercer’s minors)». Результаты обновленной команды пошли в гору и через два сезона они были седьмыми. В этот период раскрылся подписанный ранее Джерри Хитченс, забив в сезоне 1960/61 42 мяча и дебютировав в сборной Англии.
В 1961 году был выигран ещё один трофей Кубок Лиги, это был его первый розыгрыш. В двухматчевом финале с общим счётом 3:2 «Астон Вилла» обыграла «Роттенхэм Юнайтед». В 1963 году «Астон Вилла» снова дошла до финала, но проиграла своему историческому сопернику по дерби «Бирмингему», тем самым позволив им выиграть первый и единственный трофей в истории.
Однако в 1964 году Мерсер ушёл, Хитченс был продан, многие игроки сменили клуб и результаты стали ухудшаться. Руководство стало менять тренеров, но результата это не приносило. Причиной спада была некомпетентность руководства, которым в основном являлись пожилые и отсталые от развития футбола люди. У клуба не было нормальной скаутской службы, а организация тренировок почти не изменилась с 1910-х годов. Закономерным стал вылет в сезоне 1966/1967. «Астон Вилла» и так последние сезоны боролась за выживание, но благодаря бомбардирским качествам Тони Хэйтли клуб держался в элите. Летом 1966 его продали в «Челси», и в том же сезоне опустились дивизионом ниже. На этот раз надолго.

## «Чёрная полоса» (1967—1974)
В первом же сезоне во втором дивизионе «Астон Вилла» заняла 16-е место. Несмотря на продолжающуюся смену тренеров, клуб погружался всё глубже, пока в 1969/1970 году не опустился в первый и последний раз в своей истории в третий дивизион.
В 1970 году клуб взял его бывший футболист, а также игрок сборной Уэльса Вик Кроу. В первом же сезоне команда была близка что б вернуться во второй, но заняла 4-е место. В том же сезоне команда под руководством Вика Кроу смогла дойти до финала кубка Лиги, обыграв в полуфинале клуб из высшего дивизиона «Манчестер Юнайтед», однако в финале со счётом 2:0 проиграла «Тоттенхэму». Этот финал придал команде уверенности и в следующем сезоне «Астон Вилла» становится чемпионом третьего дивизиона с рекордными 70 очками. Выбраться из третьего дивизиона команде во многом помог бывший игрок Бернли из первого дивизиона, Энди Локхэд забивший 25 мячей.
В первом же сезоне во втором дивизионе команда была близка к выходу в элиту, заняв 3-е место. В следующем же сезоне команду как подменили, длинная серия из поражений итоговое 14-е место, за которое Кроу был уволен.

## Эпоха Рона Сондерса. «Астон Вилла» в еврокубках. Европейский триумф. (1974—1984)
В 1974 году на пост главного тренера «Астон Виллы» был назначен Рон Сондерс. Как тренер он уже сделал себе имя работая с «Норвич Сити», которого он смог впервые в истории вывести в высший дивизион и дойти до финала кубка Лиги, и с «Манчестер Сити». Но главным его успехом в качестве тренера стала работа с «Астон Виллой».
Он взял клуб в 1974 году во втором дивизионе и в первом же сезоне не только вывел в первый дивизион, но и выиграл Кубок Лиги, обыграв в финале свой бывший клуб «Норвич Сити». В те годы футбольная академия «Астон Виллы» поставила ряд молодых, талантливых игроков которые сыграю важную роль в успехах клуба. Это Гордон Коуэнс, Деннис Мортимер, Гари Шоу, Брайан Литтл и другие. Рон Сондерс в свою очередь, продолжал строить команду, делая очень важные трансферы. Так к уже имеющимся в клубе добавились в 1975 году Энди Грей из Данди, в 1979 Тони Морли из Бернли, Джеймс Риммер из «Арсенала» и Питер Уит из «Ньюкасла». Надо отметить что все кроме Уита были куплены за небольшие даже по тем временам деньги. Так Рон Сондерс создал сильную и боеспособную команду и результат не заставил себя долго ждать.
В первом сезоне в элите пришлось тяжело, и команда заняла 16-е место. Но уже в следующем сезоне 1976/1977 «Астон Вилла» заняла 4-е место и выиграла свой уже второй трофей с Сондерсом — Кубок Лиги — 1977. В финале им попался «Эвертон», первый матч закончился ничьей 0:0. Была назначена переигровка, но и она не выявила победителя. Была назначена третья переигровка которая тоже в основное время завершилась ничьей 2:2. Было добавлено 2 тайма по 15 минут, в которых «Астон Вилле» удалось забить. Счёт 3:2 в пользу «Астон Виллы». Также в сезоне 1976/1977 раскрылся молодой шотландский нападающий Энди Грей. В 1977 году он стал лучшим бомбардиром чемпионата Англии забив 25 мячей, а также стал первым, и одним из двух в истории футболистом, который в один год был признан лучшим игроком года и лучшим молодым игроком года по версии профессиональных футболистов. Его успех повторят только в 2007 году.
В сезоне 1977/1978 «Астон Вилла» приняла участие в Кубке УЕФА и дошла до четвертьфинала, дальше других английских клубов в том сезоне. До этого «Астон Вилла» играла в кубке УЕФА только однажды, в сезоне 1975/1976, однако дебют был неудачным, «Астон Вилла» вылетела в первом же раунде.
К концу 70-х годов «Астон Вилла» становится крепкой командой первого дивизиона, которая с 1976 по 1980 год занимает 4-7 места и достаточно регулярно играет в кубке УЕФА. В 1979 году Энди Грей был продан в «Вулверхэмптон» за умопомрачительные для того времени 750000 фунтов, это был трансферный рекорд Англии. На деньги от продажи Грея были куплены отличный вингер Морли и забивной центрфорфард Уит в 1980 году, вместе они обошлись клубу в 700000 фунтов.
В следующем же сезоне 1980/1981 года «Астон Вилла» впервые за 71 год стала чемпионом Англии, опередив в чемпионской гонке «Испвич Таун», «Арсенал» и «Ливерпуль». В первом же своем сезоне за «Астон Виллу» Питер Уит становится лучшим бомбардиром чемпионата Англии, забив 20 мячей, и получает вызов в сборную Англии. В том же сезоне молодой нападающий Гари Шоу, забивший 19 мячей, признаётся лучшим молодым футболистом Англии по версии ПФА, а в следующем году получает Bravo Award как лучший молодой футболист Европы. После успеха 1981 года начинается спад дела в чемпионате в сезоне 1981/1982 не идут, команда зависла в середине таблицы, однако успешно прогрессировала в Кубке европейских чемпионов (ныне Лига Чемпионов УЕФА), где играла впервые в истории.
В начале 1983 году Рон Сондерс ушёл с поста главного тренера, так как руководство не смогло согласовать с ним условия нового контракта. После «Астон Виллы» Сондерс стал тренером заклятого соперника по дерби «Бирменгема», однако там его ждал провал и вылет в низшую лигу. Команду, созданную Сондерсом, взял его ассистент Тони Бартон, который показал себя за следующие 2 года неплохим тренером. Тогда команда находилась в четвертьфинале Кубка Европейских Чемпионов, где им предстояло встретиться с лидером советского футбола «Динамо» (Киев). Первый матч в Симферополе закончился 0:0, а в Бирмингеме «Астон Вилла» выиграла 2:0. Мячи забили Гари Шоу и Кен МакНаут. В полуфинале «Астон Вилле» предстояло встретиться с бельгийским грандом «Андерлехтом», который уже выигрывал Кубок Кубков, а также Суперкубок УЕФА, а также в четвертьфинале Кубка европейских чемпионов выбил одного из фаворитов турнира, итальянского чемпиона «Ювентус». Также из четвертьфинала вылетел сенсационно ещё один фаворит «Ливерпуль», проиграв ЦСКА (София). Матч в Бирмингеме закончился победой «Астон Виллы» 1:0, гол забил Тони Морли. В финале «Астон Вилла» в Роттердаме на стадионе «Де Кюйп» сыграла с грандом европейского футбола, трёхкратным обладателем Кубка европейских чемпионов, чемпионом Федеративной Республики Германия «Баварией» из Мюнхена, которую многие считали фаворитом. Матч закончился победой «Астон Виллы» 1:0, на 69 минуте единственный гол забил Питер Уит, замкнув прострел с левого фланга от Тони Морли. Настоящим героем матча стал вратарь «Астон Виллы» Найджел Спинк, который был вторым вратарем команды и за 5 сезонов сыграл всего один матч. Спинк вышел на 9 минуте матча на замену получившему травму вратарю Джимми Риммеру, и сохранил свои ворота сухими отбив несколько опасных ударов в створ.
Так «Астон Вилла» стала одной из четырёх английских команд, когда-либо выигрывавших этот престижнейший трофей. И хотя по итогом сезона 1981/1982 «Астон Вилла» заняла 10-е место, для болельщиков он стал ещё радостней чем предыдущий. В сезоне 1982/1983 «Астон Вилла» попыталась ещё раз выиграть чемпионский титул, однако оказалась только шестой, отстав от второго места всего на 2 очка. Однако 6-го место было достаточно для квалификации в Кубке УЕФА.
В том же сезоне 1982/1983 «Астон Вилла» участвовала в Кубке европейских чемпионов как действующий обладатель трофея. Дошла до четвертьфинала, где уступила «Ювентусу», победив до него «Динамо» (Бухарест) в 1/8 и «Трабзонспор» в 1/16. В том же году «Астон Вилла» как обладатель Кубка европейских чемпионов участвует в Межконтинентальном кубке, где со счётом 2:0 проигрывает уругвайскому «Пеньяролю», и в Суперкубке УЕФА, где в двухматчевом противостоянии с итоговым счётом 3:1 побеждает обладателя Кубка кубков испанскую «Барселону». В первом матче в Барселоне «Астон Вилла» проиграла 1:0, однако в Бирмингеме одержала победу 3:0, мячи забили Гари Шоу, Гордон Коуэнс и Кен МакНаут. В этом сезоне Гари Шоу забил 24 мяча.
В сезоне 1983/1984 «Астон Вилла» займёт 10-е место, а также вылетит из Кубка УЕФА во втором раунде от московского «Спартака», за это Бартона уволят, несмотря на то, что на такой провал были веские объективные причины, тяжелейшая травма Гордона Коуэнса, из-за которой он пропустит 2 сезона, тяжелейшая травма Гари Шоу, которая практически сломала ему карьеру в 24 года (он так и не смог играть после травмы в высшем дивизионе и скитался по клубам из низших лиг и не топовых чемпионатов), был продан один из лучших вингеров лиги Тони Морли и все это в одном сезоне 1983/1984. Однако в сезоне 1983/1984 Питер Уит забил 22 мяча. Так закончилась еврокубковая эпоха «Астон Виллы» — лучшая в послевоенной истории.
В те годы за сборную Англии играли Тони Морли, Брайан Литтл, Питер Уит, Гордон Коуэнс, за Шотландию — Алан Эванс, за Ирландию — Донован.

## Спад (1984—1988)
Травмы Гари Шоу и Коуэнса, а после и продажа Тони Морли и Гордона Коуэнса и в 1985 году Питера Уита, высокие зарплаты и расходы на строительство северной трибуны стадиона «Вилла Парк» привели к финансовым проблемам, уход Бартона — всё привело к спаду.
В 1984 году тренером стал Грэм Тернэр. При нём в «Астон Вилле» было несколько перспективных игроков: Пол Райтаут и Тони Дориго (который затем, будучи игроком «Челси», станет основным игроком сборной), оба игроки английской молодёжки, первый был подписан Тернерам, а второй — воспитанник клуба, однако из-за финансовых проблем пришлось продать обоих в 1985 и 1987 годах соответственно. В 1985 году Тернер купил молодого и перспективного игрока «Ноттингем Форест» Стив Ходжа, который в 1986 году, будучи игроком «Астон Виллы», дебютировал в сборной Англии и сыграл на чемпионате мира 1986 в Мексике. Но через полгода после чемпионата мира он ушёл в «Тоттенхэм», так как боялся, играя за «Астон Виллу», которая боролась за выживание, потерять место в сборной. В любом случае он принёс клубу пользу, хотя бы потому, что был продан дороже, чем куплен. Итак, несмотря на некоторые удачные действия Тернера на трансферном рынке и наличие нескольких перспективных молодых игроков, все они были проданы, игроки в команде долго не держались и не сыгрывались, а команда показывала плохие результаты 1985 год — 10-е, 1986 — 16-е. После этих двух сезонов Тернер ушёл. Затем в сезоне 1986/1987 тренерский пост занимает Билли Макнилл, при котором в 1987 году команда вылетает во второй дивизион, сам Макнилл после этого сезона был уволен.

## Возрождение клуба. Новые успехи. Премьер-лига (1988—2006)
В 1987 году тренером «Астон Виллы» стал Грэм Тэйлор. Он сделал ряд важнейших трансферов, которые и станут залогом будущего успеха. В 1987 году был куплен за 200000 фунтов из «Александры», которая играла в 4-м дивизионе, никому тогда ещё не известный Дэвид Платт, в 1988 был возвращён из Италии Гордон Коуэнс, проданный туда в 1985, в 1987 были куплены защитники Пол Макграт, датчанин Кент Нильсон и бесплатно взят Дуайт Йорк. Все игроки вместе стоили менее 800000 фунтов.
С первой попытки Астон Вилла вернулась в элиту. В первом сезоне в первом дивизионе пришлось вести борьбу за выживание, и спаслась команда только в последнем туре. Но уже в сезоне 1989/1990 «Астон Вилла» заняла второе место, проиграв чемпионскую гонку «Ливерпулю». Ярко проявил себя Дэвит Платт, забив 24 мяча и став лучшим футболистом года в Англии по версии ПФА.
Работа Грэма Тэйлора в «Астон Вилле» впечатляла, и в 1991 году он стал тренером сборной Англии.
На следующий сезон тренером стал венгр Йозеф Венглош — результат неутешительный, только 17 место. Затем на пост тренера пришёл Рон Аткинсон. С ним результаты стали улучшаться — сезон 1991/1992 команда завершила на 7-м месте, а 1992/1993 — на 2-м, уступив только «Манчестер Юнайтед». В 1994 году был выигран Кубок Лиги, где в финале со счётом 3:1 был обыгран всё тот же «Манчестер Юнайтед». В том же сезоне ирландский защитник Пол Макграт стал лучшим игроком года по версии ПФА.
Неудачное начало сезона 1994/1995 привело к отставке Аткинсона. Его пост занял бывший футболист «Астон Виллы» и сборной Англии Брайан Литтл. В 1995/1996 годы было занято 4-е место и выигран ещё один Кубок Лиги, где в финале со счётом 3:0 вилланы обыграли «Лидс». В 90-е годы «Астон Вилла» почти регулярно играла в Кубке УЕФА. В 1998 году Литтл ушёл.
Тренером «Астон Виллы» стал Джон Грегори. При нём клуб в первом же сезоне долгое время боролся за лидерство в Лиге, а в итоге занял седьмое место чемпионата и получил право участвовать в Кубке УЕФА. В 2000 году «Астон Вилла» впервые с 1957 года дошла до финала Кубка Англии, но проиграла его лондонскому Челси. В сезоне 2000/2001 команда заняла восьмое место в лиге, но опять получила право выступать в Кубке УЕФА на следующий сезон, так как ею был выигран Кубок Интертото. В середине сезона 2001/2002 отношения Грегори с руководством клуба резко ухудшились, и 24 января 2002 года он был вынужден уйти в отставку.
На смену Грегори пришёл Грэм Тэйлор. Сезон 2001/2002 команда завершила на достойной восьмой позиции, но следующий оказался настоящим провалом — 16 место, два проигрыша в сверхпринципиальном дерби Бирмингема, и Тэйлор покинул пост тренера после неполных двух сезонов. Новым тренером Виллы стал Дэвид О'Лири, незадолго до этого выведший «Лидс» в полуфинал Лиги чемпионов. Первый сезон выдался достаточно успешным: команда заняла шестое место, только в последнем туре упустив возможность попасть в еврокубки. Однако сезон 2005/2006 «Астон Вилла» провела на порядок хуже и еле убереглась от вылета, заняв 16 место. О’Лири расстался с командой по обоюдному решению.

## Лернер и О’Нил (2006—2010)
Летом 2006 года у Дуга Элиса клуб купил американский миллионер Лернер. Также на пост главного тренера пришёл Мартин О’Нил. Он хорошо зарекомендовал себя как тренер, работая с Лестером, дважды выиграв Кубок Футбольной лиги. Также он тренировал «Селтик».
Изменения в руководстве привели к прогрессу в результатах команды: «Астон Вилла» закрепилась в верхней части турнирной таблицы, на регулярной основе стала играть в еврокубках, где на счету команды победа в Кубке Интертото. В 2010 году «Астон Вилла» дошла до финала кубка Лиги, где со счётом 2:1 проиграла «Манчестер Юнайтед».
При О’Ниле в команду пришли игроки, играющие ныне важную роль в команде, такие как Эшли Янг, Джон Карью, Стюарт Даунинг, Ричард Данн, Эмил Хески, Джеймс Милнер и другие.
За неделю до старта чемпионата премьер лиги сезона 2010/11 О’Нил покинул команду.

## Улье (2010—2011)
9 сентября 2010 года команду возглавил Жерар Улье ранее занимавший пост главного тренера английского «Ливерпуля» и французского «Лиона». При нём «Астон Вилла» заняла лишь девятое место в сезоне 2010/2011. По истечении сезона тренер был уволен из-за проблем со здоровьем.